# Мојој дјеци на мајалес
Мојој дјеци на мајалес је оригинална песма Луке Милованова Георгијевића. Настала је 1810. године.

## О песми
У песми Мојој дјеци на мајалес зачети су темељи једне нове поетике која ће се сретати у поезији каснијих песника заједно са првом песмом Луке Милованова На књижицу за новољетни дар . 

Песма има значајну естетску вредност, она својом музикалношћу и ритмом лако налази пут до савременог читаоца.
Свака строфа завршава се хипокористичном речју: игрица, птићица, рибица, књижица. Умањивање је од миља, али је то свођење на меру код одраслих и код деце. То схватање и поступак испољили су се код првог песника и у првим стиховима српске књижевности за децу и трају и до данас. Осећања и мисли су изражении кроз појмове из опипљивог света: мрежа, цвеће, игра, лутка, књига, птица. Песник је своје жеље и осећаје претварао у слике и представе из свакодневног живота. Једноставан је изражајни фонд, али све је примерено и одговара дечјој природи.
Песма је у знаку љубави према детињству као лепоти живота и раскоши живота. Стих је једноставан, наиван, слободан и прилагодљив деци.  
Лириком, елементима игре и забаве, исказује се блискост, нежност, симпатије, породичне топлине. Заснована је на стиху као форми језичког ритма, игри и чаролији. Ова поезија сугерише лепо расположење, дарује задовољство. Стих је мелодијски организован и прилагодљив дечјој опсервацији. Стихови су испевани са свежином и топлим осећајним епистоларним стилом. Песма је правилног метра и риме са хипокористицима на крају китица. Упркос почетничким слабостима и безазлености, читају се са симпатијама и уносе се у антологију дечје и старије наше књижевности.

## Почеци српске књижевности за децу
Почеци српске поезије за децу везују се за Јована Јовановића Змаја. Самим тим читалачкој публици није познато да је темеље српске поезије за најмлађе поставио српски учитељ и песник из XVIII века Лука Милованов Георгијевић. Иза њега су у рукопису из 1810. остале две лепе дечије песме: На књижицу за новољетни дар и Мојој дјеци на мајалес.
Одлике наших првих песама за децу су у једноставности, игри, ритму и музици. Тиме је трајно обележен овај књижевни вид. Поред почетничке наивности, поезија Луке Милованова носи у себи осећања топлине, отвара људско срце и приближује деци настојања родитеља да у мноштву животних могућности изаберу оно што је најбоље, што код детета изазива највише изненађења и узбуђења.
Са две песме, Лука Милованов  је родоначелник дечје литературе.